# Szőlőlevelű juhar
A szőlőlevelű juhar (Acer circinatum) a szappanfavirágúak (Sapindales) rendjébe és a szappanfafélék (Sapindaceae) családjába tartozó faj.

## Elterjedése
Észak-Amerika nyugati részén honos, általában magasabb erdők alsóbb szintjeiben nő.

## Leírása
Terebélyes, 6 méter magas lombhullató fa. Kérge szürkésbarna, sima. Levelei 12 cm szélesek, hét-kilenc karéjúak, fűrészes szélűek. Felszínük világoszöld, fonákjuk fiatalon pelyhes, ősszel narancssárgára, vörösre színeződnek. Virágai aprók, pártájuk fehér, csészéjük pirosas. Bókoló fürtjeik tavasz végén nyílnak. Termése ikerlependék, 3 cm-es, vöröses termésszárnyak csaknem egy vonalban állnak.

## Képek

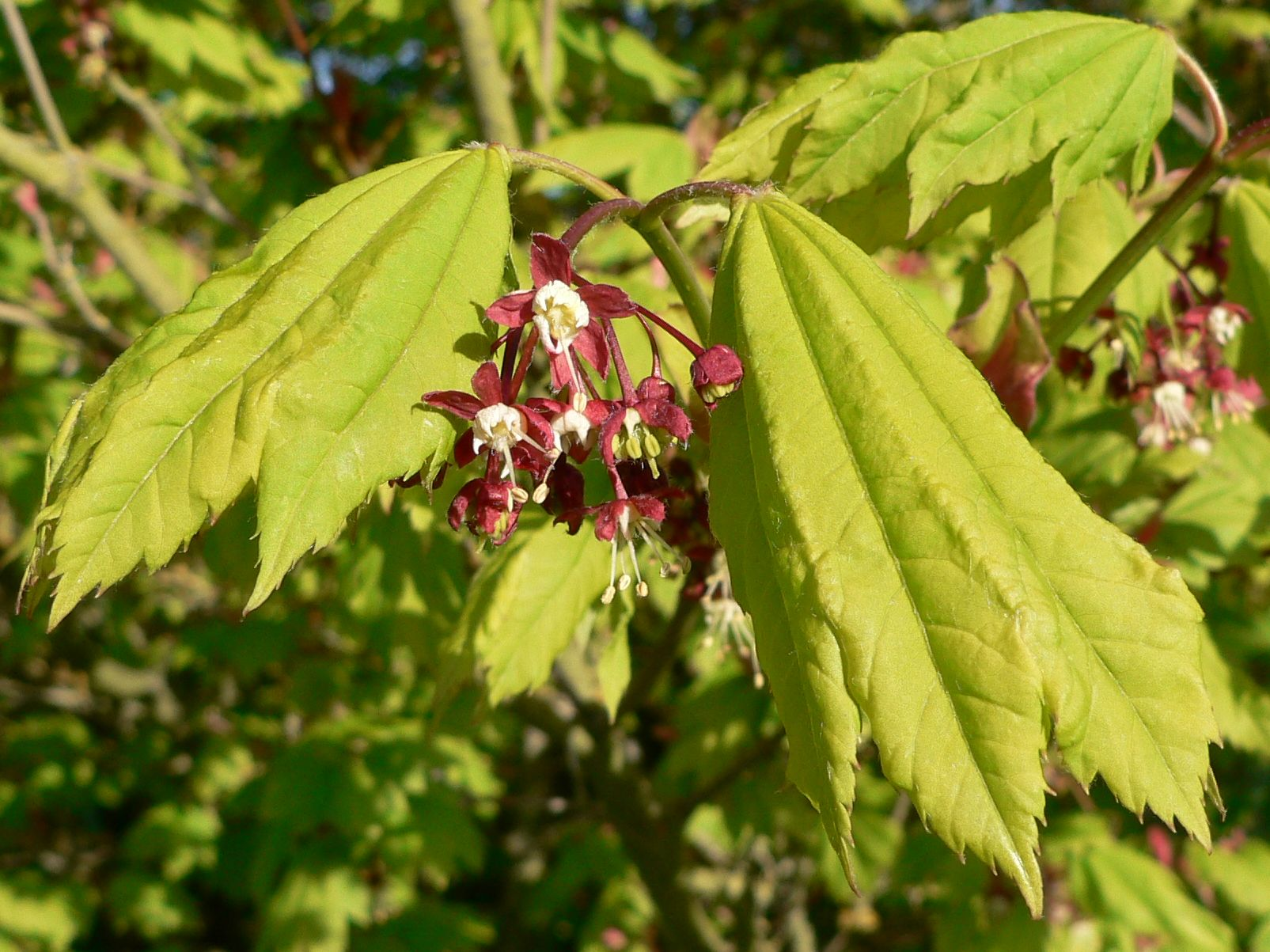
Virágzata
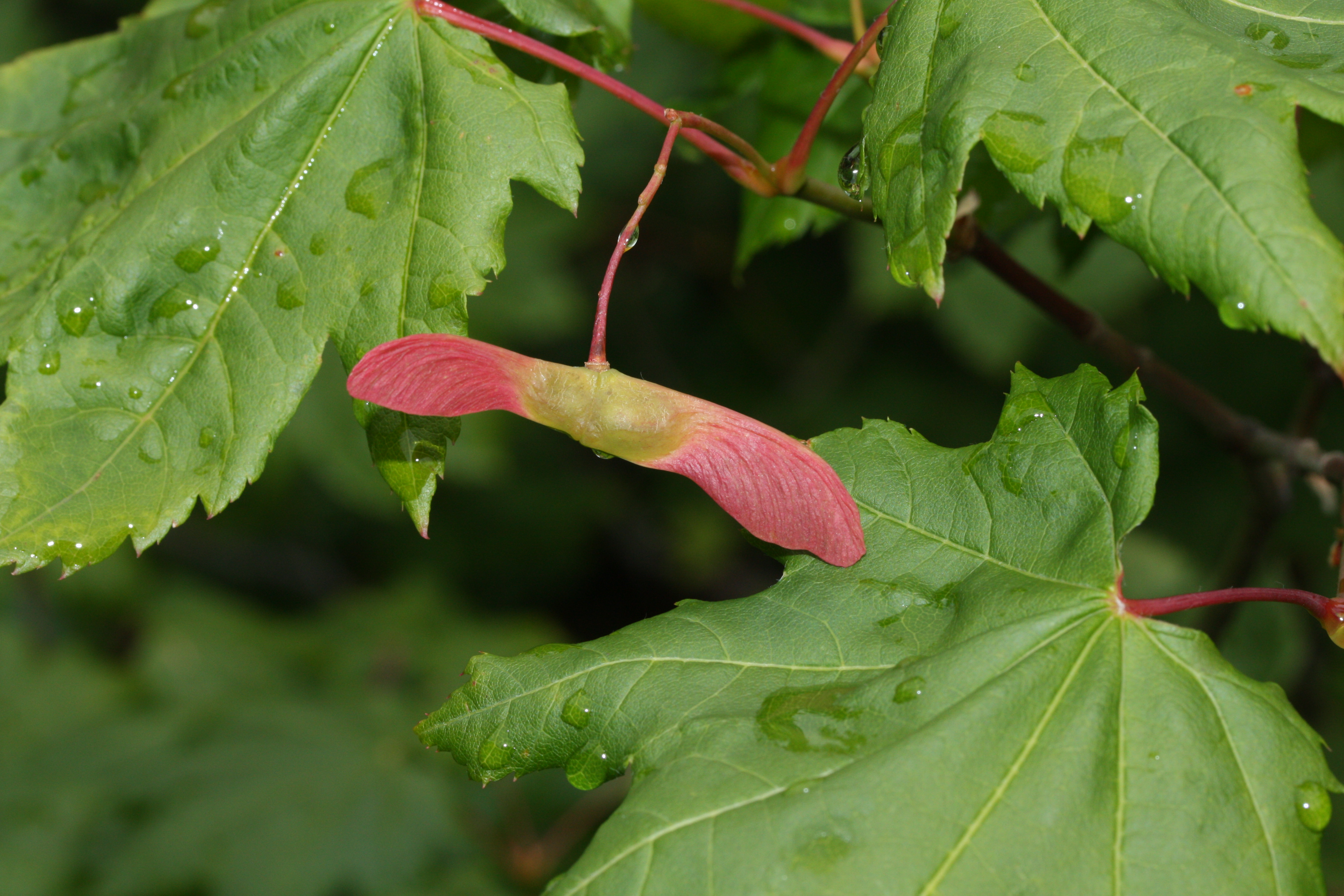
Termése
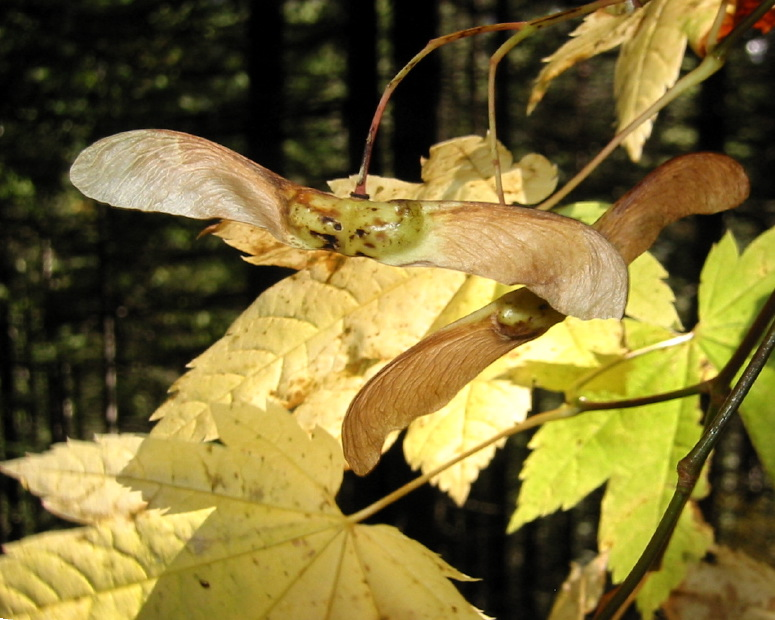
Termése
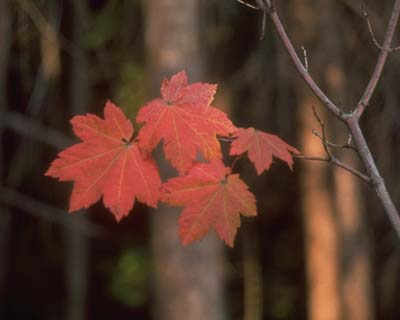
Őszi lombszíne